# Johann Caspar Füssli

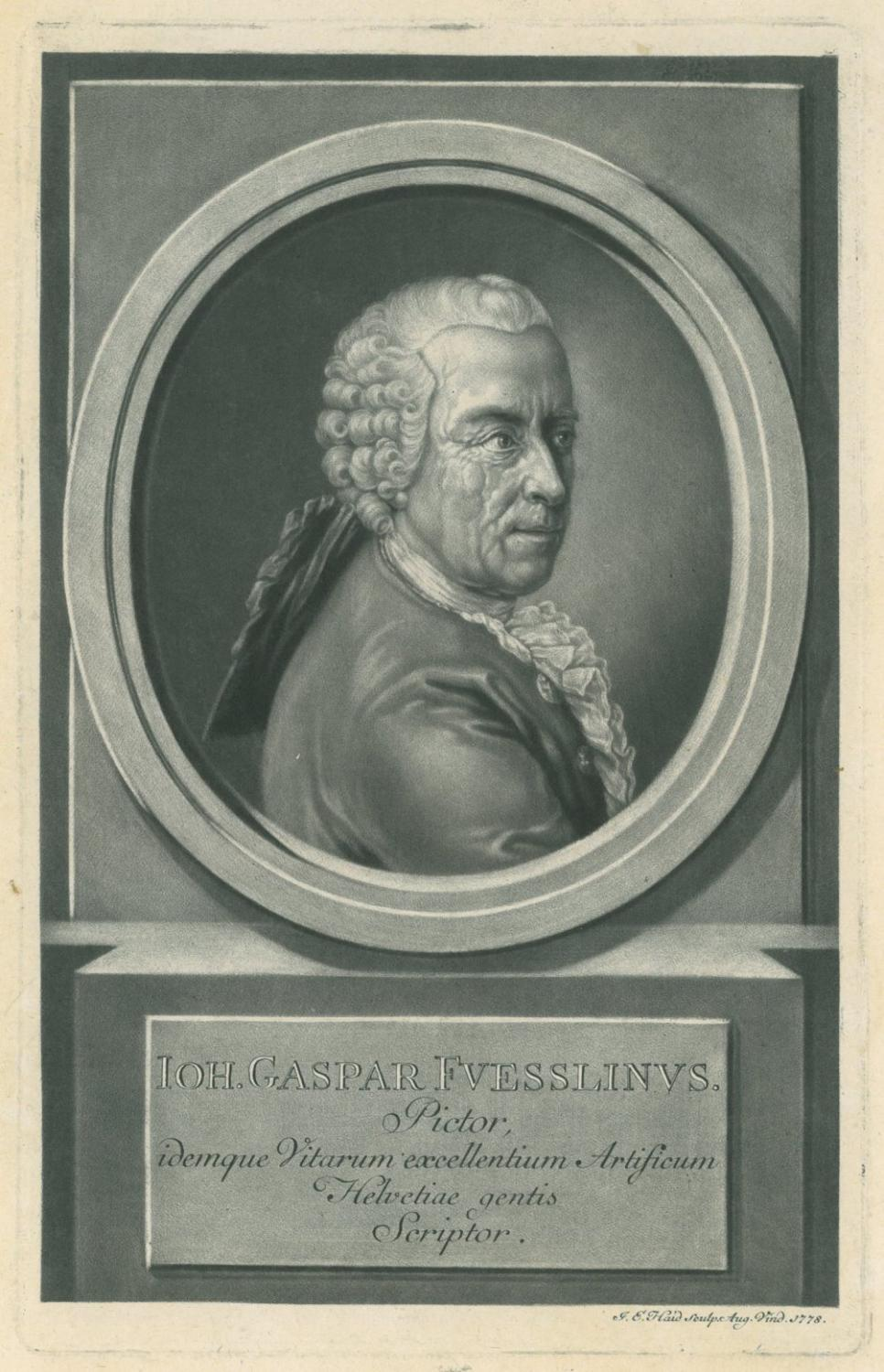
Füssliho portért od Johanna Eliase Haida

Johann Caspar Füssli, psaný také Füessli (3. ledna 1706 – 6. května 1782) byl švýcarský portrétista, historik umění a spisovatel, mj. životopisec Jana Kupeckého.

## Život
Füssli se narodil v Curychu v rodině malíře Hanse Rudolfa Füssliho a Elisabethy Schärerové. Byl vyučen svým otcem, malířem bitevních scén a marin, a poté pokračoval ve vzdělávání ve Vídni od roku 1724 do roku 1731 pod vedením Daniela Grana a Martina van Meytense. Poté se stal portrétistou na jihoněmeckých dvorech (Düsseldorf, Ludwigsburg, Norimberk). V roce 1736 se vrátil do Curychu, kde maloval členy vlády a postavy osvícenské éry, jako byli Johann Jakob Bodmer či Friedrich Gottlieb Klopstock.
Füssliho portréty, většinou provedené v mezzotintě, ale i jiné malby a kresby, byly často používány jako předlohy pro rytiny.
V letech 1757 až 1764 byl radním písařem v Curychu.
Füssli byl značně literárně činný a byl blízkým přítelem malířky Angelicy Kauffmannové. Vedl rozsáhlou korespondenci s vynikajícími umělci a znalci umění, například s Johannem Joachimem Winckelmannem. V letech 1754–1757 vycházely jeho Geschichte und Abbildung der besten Mahler in der Schweitz (Život a dílo nejlepších švýcarských malířů) a v letech 1769–1779 byly výrazně rozšířeny pod názvem Geschichte der besten Künstler in der Schweiz, nebst ihren Bildnissen. (Životy nejlepších umělců ve Švýcarsku spolu s jejich portréty). Je pokládán za mentora curyšského osvícenství.
Oženil se s Elisabeth Waserovou, s níž měl mít dle Encyclopædia Britannica 18 dětí, jmenovitě je však v odborné literatuře uváděno pouze těchto pět: Hans Rudolf, Johann Kašpar (1743–1786), Johann Heinrich (neboli Henry Fuseli, 1745–1832), Anna (1749–1772) a Elisabeth.
Füssli zemřel v Curychu v roce 1782.

## Publikace
- Geschichte und Abbildung der besten Mahler in der Schweitz, (1754–1757), (Život a dílo nejlepších švýcarských malířů)
- Geschichte der besten Künstler in der Schweitz (1769–1779), (Životy nejlepších švýcarských umělců)
- Geschichte der besten Künstler in der Schweiz, nebst ihren Bildnissen. Orell, Gessner and Comp. Curych 1769–1779 (Životy nejlepších umělců ve Švýcarsku spolu s jejich portréty). 5 svazků
- Leben Georg Philipp Rugendas und Joh. Kupezki. Curych 1758. (Život Georga Philippa Rugendy a Jana Kupeckého)
- Raisonnirende Verzeichniß der vornehmsten Kupferstecher und ihrer Werke, zum Gebrauch der Sammler und Liebhaber. Orell, Gessner, Füsslin und Comp., Curych 1771. (Stručný seznam nejvýznamnějších rytců a jejich děl pro sběratele a nadšence)
- Winkelmann’s Briefe an seine Freunde in der Schweiz. 1778 (Winkelmannovy dopisy přátelům ve Švýcarsku)